# 王大章 (口腔颌面外科专家)
王大章（1935年—2019年3月27日），男，四川成都人，中国口腔颌面外科专家，曾任华西医科大学副校长、教授、博士生导师。